# Прокопиненко Володимир Юрійович
Володимир Юрійович Прокопиненко (нар. 8 листопада 1962, УРСР) — радянський та український футболіст, півзахисник, згодом — український футбольний тренер.

## Кар'єра гравця
У 1980 році розпочав футбольну кар'єру в полтавському «Колосі». У 1982 році «Колос» зайняв останнє місце в українській зоні Другої ліги й по завершенні сезону був розформований. Потім Володимир виступав в аматорському клубі «Кооператор» (Полтава), а також у резервній команді харківського «Металіста». На початку 1984 року головна команда полтавської області була відроджена, але під новою назвою — «Ворскла». Влатку 1984 року повернувся до «Ворскли», в якій з перервами виступав до кінця 1992 року. Потім перейшов до кременчуцького «Нафтохіміка», кольори якого захищав до завершення кар'єри гравця в 1994 році. У 1997 році відновив ігрову кар'єру в складі знам'янського «Локомотива», який виступав в аматорському чемпіонаті України. З 1998 по 1999 рік виступав в аматорському клубі «Маяк» (Рокита) в чемпіонаті Полтавської області.

## Кар'єра тренера
По завершенні кар'єри гравця протягом майже 10 років був поза футболом. Допоки в 2005 році не повернувся до рідної «Ворскли» на посаду адміністратора. З 2008 року працював у тренерському штабі молодіжної команди «ворсклян».15 серпня 2012 року призначений головним тренером молодіжної команди «Ворскли», якою керував до червня 2014 року. 6 травня 2017 року призначений головним тренером ФК «Полтава». На початку липня 2017 року залишив «городян», на посаді головного тренера полтавців Володимира замінив Анатолій Безсмертний.

## Досягнення

### Як гравця
«Ворскла» (Полтава)
- Друга ліга СРСР, українська зона
  -  Срібний призер (1): 1988